# Crisalide (Vola)
„Crisalide (Vola)” (wymowa: [kri’zalide]; pol.: „Poczwarka”) – włoskojęzyczny singel sanmaryńskiej piosenkarki Valentiny Monetty wydany 15 marca 2013 roku i umieszczony na albumie La storia di Valentina Monetta. Tekst do utworu napisał Mauro Balestri, zaś muzykę skomponował Ralph Siegel.

## Historia utworu

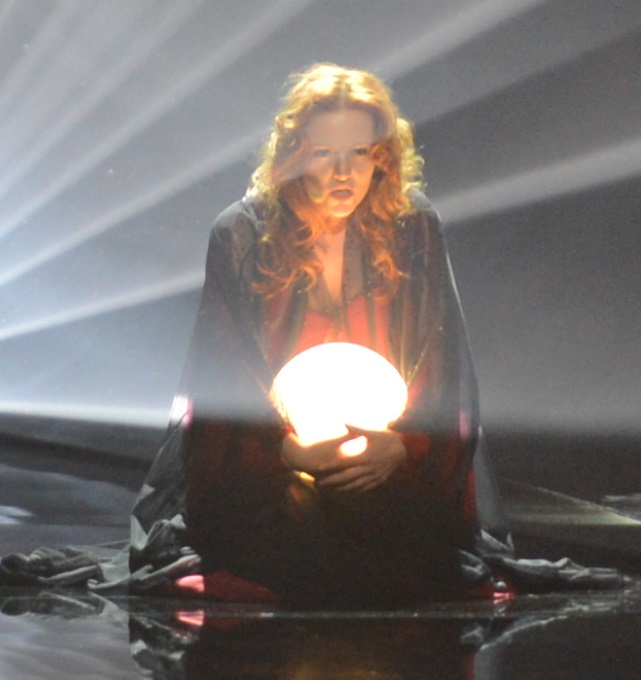
Valentina Monetta w trakcie prezentacji „Crisalide (Vola)” podczas 58. Konkursu Piosenki Eurowizji

### Wydanie
Utwór „Crisalide (Vola)” został wydany 15 marca 2013 roku jako singel biorący udział w 59. Konkursie Piosenki Eurowizji organizowanym przez Malmö w Szwecji. Singel promował również debiutancką płytę wokalistki  La storia di Valentina Monetta, którą wydano 31 maja 2013 roku. Oficjalna prezentacja piosenki odbyła się podczas specjalnego programu nadanego przez sanmaryńską telewizję publiczną San Marino RTV.
12 kwietnia opublikowano anglojęzyczną wersję utworu zatytułowaną „Chrysalis (You'll Be Flying)”.

### Teledysk
Teledysk do utworu opublikowano 15 marca podczas specjalnego programu nadanego przez sanmaryńską telewizję publiczną San Marino RTV.

### Odbiór
Po publikacji utworu na potrzeby Konkursu Piosenki Eurowizji wielu fanów widowiska uznawało go za faworyta do zwycięstwa. W corocznym głosowaniu Stowarzyszenia Miłośników Eurowizji (OGAE) zajął ostatecznie drugie miejsce, tuż za duńską propozycją „Only Teardrops” Emmelie de Forest. Kilka oddziałów klubu przyznało propozycji najwyższą notę dwunastu punktów: EC Niemcy oraz OGAE Niemcy, OGAE Turcja, OGAE Austria, OGAE Grecja, OGAE Macedonia, OGAE Włochy, OGAE Norwegia, OGAE Cypr oraz OGAE Reszta Świata.

### Konkurs Piosenki Eurowizji 2013
Monetta wystąpiła z drugim numerem startowym w drugim półfinale konkursu. Piosenkarka nie awansowała do finału, zajmując 11. miejsce z 47 punktami na koncie.

## Wydanie na albumach
| Album                                | Data             | Wytwórnia | Format | Nr katalogowy | Nr utworu | Źródło |
| ------------------------------------ | ---------------- | --------- | ------ | ------------- | --- | ------ |
| La storia di Valentina Monetta       | 31 maja 2013     | –         | 1 CD   | –             | 10 („Crisalide (Vola)”) 11 („Chrysalis (You'll Be Flying)” [Dance Version]) 12 („Crisalide (Vola)” [Jazz-Version]) 13 („Chrysalis (You'll Be Flying)”[Radio-Pop-Veriosn]) 14 („Chrysalis (You'll Be Flying)”[Radio-Jazz-Version]) 15 („Crisalide” [Radio-Pop-Version]) 16 („Chrysalis (You'll Be Flying)” [English Version]) 17 („Crisalide (Vola)” [Dance Version]) | [ 3 ]  |
| Eurovision Song Contest - Malmö 2013 | 29 kwietnia 2013 | Universal | 2 CD   | 373 575 2     | 18 (2CD) | [ 21 ] |

## Lista utworów
- CD single (12 kwietnia 2013)[22]

1. „Crisalide (Vola)” – 2:56
2. „Chrysalis (You'll Be Flying)” – 2:56
3. „Crisalide (Vola) (Karaoke Version)” – 2:56
4. „Chrysalis (You'll Be Flying) (Engl. Karaoke Version)” – 2:56